# Stanley Rocket
La Stanley Rocket è stata un'automobile a vapore da record di velocità costruita nel 1906 dalla Stanley Motor Carriage Company. È stato il primo veicolo terrestre a superare la velocità di 200 km/h.

## Caratteristiche tecniche
Il veicolo era dotato di un motore a vapore a due cilindri. La cilindrata totale era di 3.376 cm³. L'alesaggio era di 114,3 mm, mentre la corsa misurava 165 mm. La pressione operativa del vapore era di 60 bar, mentre la potenza erogata dal motore era di 150 CV. Il generatore di vapore era formato da un fitto sistema di tubi di rame aventi una superficie riscaldante totale di 26,45 m².
Il telaio ed il corpo vettura erano in legno. Le ruote avevano un diametro di 34 pollici e montavano pneumatici aventi una pressione di 4,2 bar. Il peso della vettura era di 993 kg.

## Il record

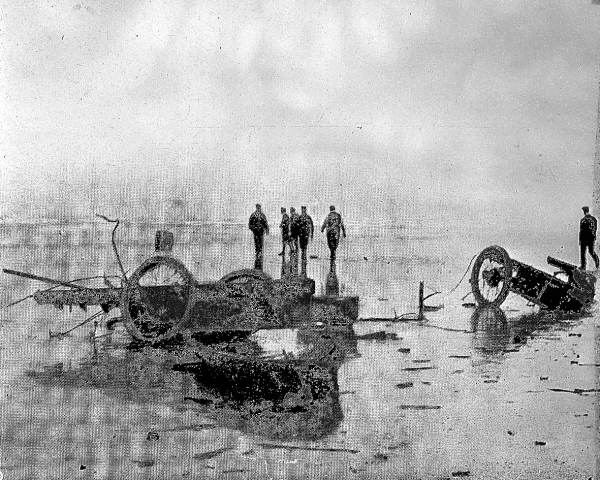
Una foto dell'incidente

Il record di velocità terrestre fu stabilito il 26 gennaio 1906 a Ormond Beach, in Florida, dove la vettura, nell'occasione guidata da Fred Marriott, raggiunse una velocità massima di 127,66 mph (205,44 km/h). Con un tempo di 28,2 secondi sul miglio da fermo, Marriott fu il primo pilota a superare la velocità di 200 km/h. Marriott tentò di migliorarsi nel 1907 con una versione aggiornata e potenziata della vettura. In questa seconda prova riuscì a raggiungere i 240 km/h, ma il veicolo ebbe un incidente ed il record non fu omologato. Dopo questo episodio, Marriott non fece più altri tentativi.
Il primato di Marriott fu superato da un'altra automobile a vapore solo 103 anni dopo, nel 2009. Il nuovo record, che fu di 225,055 km/h, venne realizzato alla Edwards Air Force Base, nel deserto del Mojave, in California. La vettura che stabilì il nuovo record venne guidata da Charles Burnett III.